# 罗勃·史密森

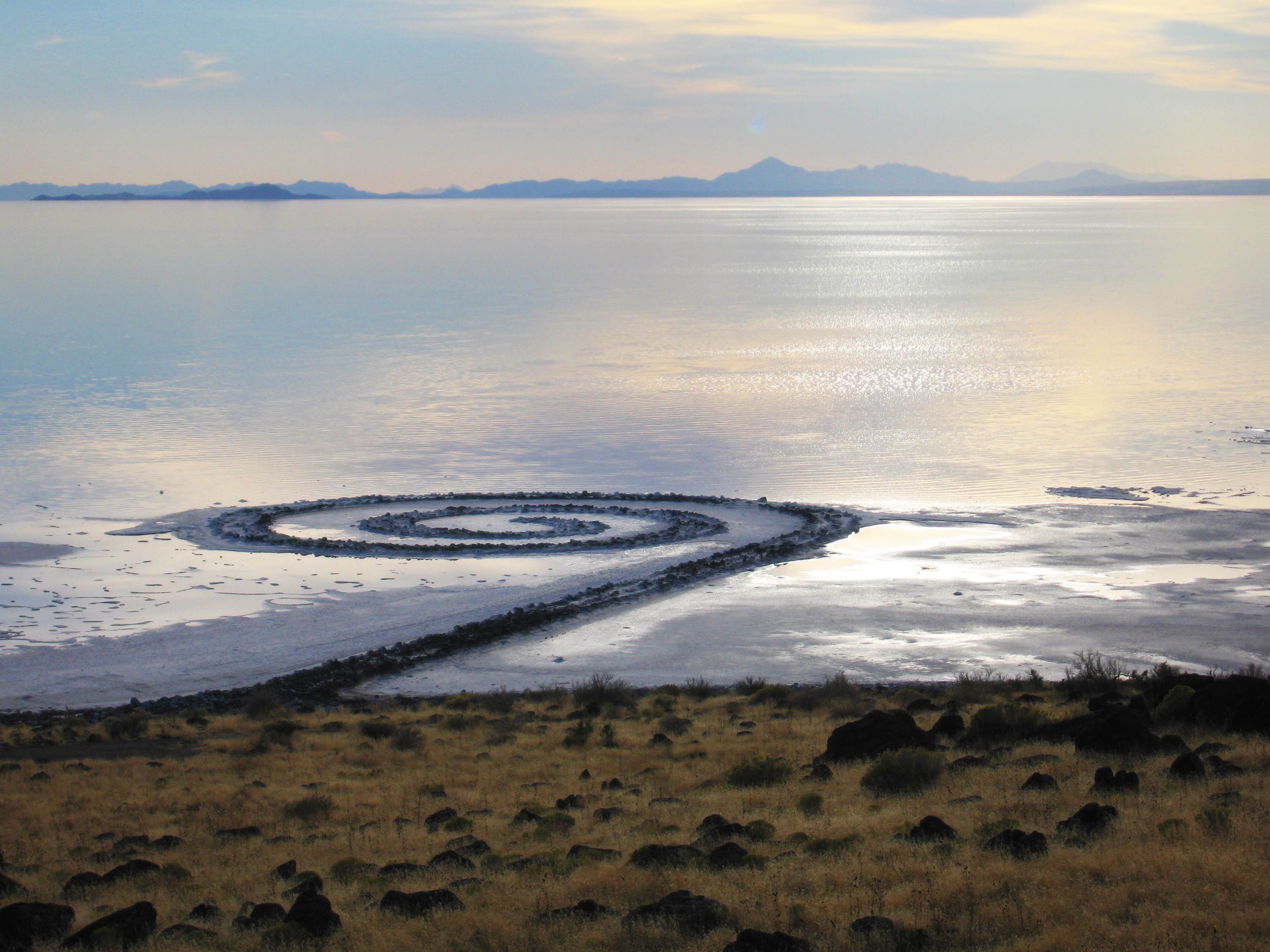
罗伯特·史密森，螺旋形防波堤，2004 年，犹他州大盐湖城罗泽尔角。

罗伯特·史密森（Robert Smithson，1938年1月2日- 1973年7月20日）是一位以雕塑和大地艺术而闻名的美国艺术家，他经常将绘画和摄影与空间艺术联系起来。他的作品曾在全球各地的画廊和博物馆展出，并被公共收藏。他是大地艺术运动的创始人之一，其最著名的作品是螺旋形防波堤（1970）。

## 早年经历以及教育
史密森出生于新泽西州的巴赛克县并且九岁前在卢瑟福生活。在卢瑟福，诗人、医生威廉·卡洛斯·威廉斯是史密森的儿科医生。九岁时他全家搬到了克利夫顿的Allwood区。他在纽约的纽约艺术学生联盟。此后又短暂在布鲁克林博物馆艺术学院进修。

## 职业生涯

### 早期作品
他在此期间主要进行绘画。他早期展出的作品影响广泛，包括科幻小说、天主教艺术和波普艺术。 他创作的绘画和拼贴作品融合了自然历史、科幻电影、古典艺术、宗教肖像和色情作品中的图像，包括“来自同性恋杂志的同性恋剪报”。  1959年至1962年的绘画探索了“神话般的宗教原型”，部分也以但丁的神曲为基础，如1959年的迪斯之墙和地狱、炼狱和天堂的画作，对应于神曲的三部分结构.  
离开艺术界后，史密森于 1964 年重新以成为极简主义运动的支持者的名义回到艺术界。 他的新作品摒弃了他早期作品中对身体的普遍关注。他开始使用玻璃板和霓虹灯管来探索视觉折射和镜像。 他的壁挂雕塑Enantiomorphic Chambers由钢结构与镜子制成，创造了“无意义的消失点”的光学效果。 晶体结构和熵的概念引起了他的兴趣，并为这一时期的许多雕塑提供了参考，包括由十个部分组成的Alogon 2 （1966），其标题指的是一个以希腊语命名的无理数。 史密森对熵的兴趣使他写下了“宇宙将燃烧至无所不包的同一性”的未来。 他关于熵的想法也涉及文化，“战后繁荣的城市扩张和无限数量的住房开发为熵的建筑师做出了贡献”。他称这些城市/郊区蔓延为“slurbs”。 史密森将熵视为社会和文化转型的一种形式，这在他的艺术作品中有所体现，例如非现场作品。史密森加入了那些被认定为极简主义或初级结构运动的艺术家，如南希·霍尔特（其配偶）、罗伯特·莫里斯和索尔勒维特。 

### 晚期作品

#### 非现场作品
1967 年，史密森开始探索新泽西周围的工业区，并被自卸卡车挖掘成吨的泥土和岩石的景象迷住了，他在一篇文章中将其描述为与古代纪念碑相仿。 这导致了一系列“非现场艺术”，其中从特定区域收集的泥土和岩石作为雕塑安装在画廊中，通常与镜子或玻璃相结合。这一时期的作品包括八部分（卡尤加盐矿项目） （1969 年）和破碎透明玻璃地图（亚特兰蒂斯） （1969 年）。  1968 年 9 月，史密森在艺术论坛发表文章《心灵的沉淀：地球计划》，宣传了第一批大地艺术艺术家的作品，并于 1969 年开始创作大地艺术作品，以进一步探索从阅读中获得的概念威廉·柏洛兹 、 J·G·巴拉德和George Kubler 。 他所经历的旅程是他作为艺术家实践的核心，他的非现场雕塑通常包括特定地点的地图和航拍照片，以及从这些地点转移的地质物质。  史密森在这些旅行中制作了几件现场作品，包括 Mirror Displacements 的一系列照片，并且他的文章“尤卡坦的镜子旅行事件”（1969 年）被描述。 

#### 著作
除了视觉艺术之外，史密森还创作了理论和批判性写作。除了论文之外，他的作品还包括视觉文本，比如 2D 纸质作品A Heap of Language ，旨在展示写作如何成为艺术品。在他的文章《尤卡坦史密森的镜子旅行事件》中，记录了在尤卡坦半岛周围特定位置用镜子制作的一系列临时雕塑。 部分游记，部分批判性反思，这篇文章强调了史密森对时间的关注，这是他工作的基石。 
其他理论著作探讨了一件艺术品与其环境的关系，他从中发展了他的站点和非站点概念。站点是位于特定室外位置的作品，而非站点是可以在任何合适的空间（例如美术馆）展示的作品。螺旋码头是现场作品的一个例子，而史密森的非现场作品通常由特定地点的照片组成，通常与从该地点移除的一些材料（如石头或土壤）一起展出。 
作为一名作家，史密森热衷于将辩证法和数学非人格化应用于艺术，他在《艺术杂志》和《艺术论坛》的文章和评论中概述了这一点。史密森在一段时间内，以评论家而不是作为艺术家而广为人知。史密森后来的一些著作恢复了 18 世纪和 19 世纪的景观建筑概念，这些概念影响了他后期作品的关键大地艺术的探索。他最终加入了 Dwan 画廊，其所有者Virginia Dwan是他作品的热心支持者。 

#### 弗雷德里克·劳·奥姆斯特德的影响
史密森对时间的兴趣在他的著作中被部分地通过恢复如画的观念来探索。 1973 年，史密森在惠特尼博物馆观看了由伊丽莎白·巴洛·罗杰斯 ( Elizabeth Barlow Rogers ) 策划的题为弗雷德里克·劳·奥姆斯特德的纽约（Frederick Law Olmsted's New York）作为其 19 世纪后期创作的文化和时间背景的展览之后，他的论文《弗雷德里克·劳·奥姆斯特德和辩证景观》写成中央公园设计。  在参观被划为中央公园的土地的照片时，史密森看到了在奥姆斯特德建造复杂的“自然主义”景观之前已经被人类退化的贫瘠景观，这在 1970 年代对纽约人来说是显而易见的。史密森有愿意挑战在纽约市不断发展的城市结构中具有静态关系的中央公园作为景观建筑中过时的 19 世纪风景如画美学的流行概念。在研究 18 世纪和 19 世纪风景如画的论文作家 Gilpin、Price、Knight 和 Whately 的著作时，史密森恢复了作为辩证景观层、经验多样性和变形价值在风景如画的景观中体现的场地特异性和人为干预问题。 史密森在这篇文章中进一步表示使它风景如画的事在于它是基于真实的土地。 对于史密森来说，公园是作为“一个物理区域中存在的持续关系的过程”而存在。 史密森对中央公园感兴趣，因为它在 1970 年代已经风化并随着奥姆斯特德的创作而成长，并带有人为干预的新证据。 
Now the Ramble has grown up into an urban jungle, and lurking in its thickets are "hoods, hobos, hustlers, and homosexuals," and other estranged creatures of the city .... Walking east, I passed graffiti on boulders ... On the base of the Obelisk along with the hieroglyphs there are also graffiti. ... In the spillway that pours out of the Wollman Memorial Ice Rink, I noticed a metal grocery cart and a trash basket half-submerged in the water. Further down, the spillway becomes a brook choked with mud and tin cans. The mud then spews under the Gapstow Bridge to become a muddy slough that inundates a good part of The Pond, leaving the rest of The Pond aswirl with oil slicks, sludge, and Dixie cups.
在重温 18 世纪和 19 世纪早期关于风景如画的论文时，奥姆斯特德在他的实践中解释了这些论文，史密森揭示了反美学的反形式主义逻辑的线索和风景如画的理论框架，该框架解决了物理景观和自然景观之间的辩证关系。它的时间背景。通过重新解释和重新评价这些论文，史密森能够为自己的作品拓宽时间和知识背景，并为中央公园作为现代艺术和景观建筑的重要作品提供新的意义。 

#### 工业废墟和被破坏的景观
虽然史密森没有在虐待和忽视的证据中发现“美”，但他确实将事物的状态视为人类与景观之间不断变化的关系的证明。他声称，“‘大地艺术’的最佳地点是那些被工业、鲁莽的城市化或大自然本身的破坏所破坏的地点。” 史密森对他在风景如画的风景中看到的反美学动态关系范围内的工业衰退的概念特别感兴趣。史密森提议利用中央公园池塘的疏浚制作工艺艺术，他试图将自己融入公园的动态演变中。 虽然在 18 世纪早期对田园和崇高的正式描述中，像“地面上的裂缝”或一堆岩石，如果遇到如 Price 所描述的“平整改进剂”，就会被抹平，并且区域改造为更美观的轮廓。 对于史密森来说，破坏没有必要成为景观的视觉方面。按照他的反形式主义逻辑，更重要的是自然或人为干预造成的时间伤疤。他将与奥姆斯特德的中央公园的相似之处视为在他的中央公园之前枯竭的景观上的“森林”绿色覆盖层为自己辩护，指控他和其他地球艺术家“像陆军工程师一样切割和挖地”，史密森，在在他自己的文章中，指责其中一种观点“未能认识到对土地进行直接有机操纵的可能性……”并且会“对栖息在我们风景中的矛盾置之不理”。 

## 画廊

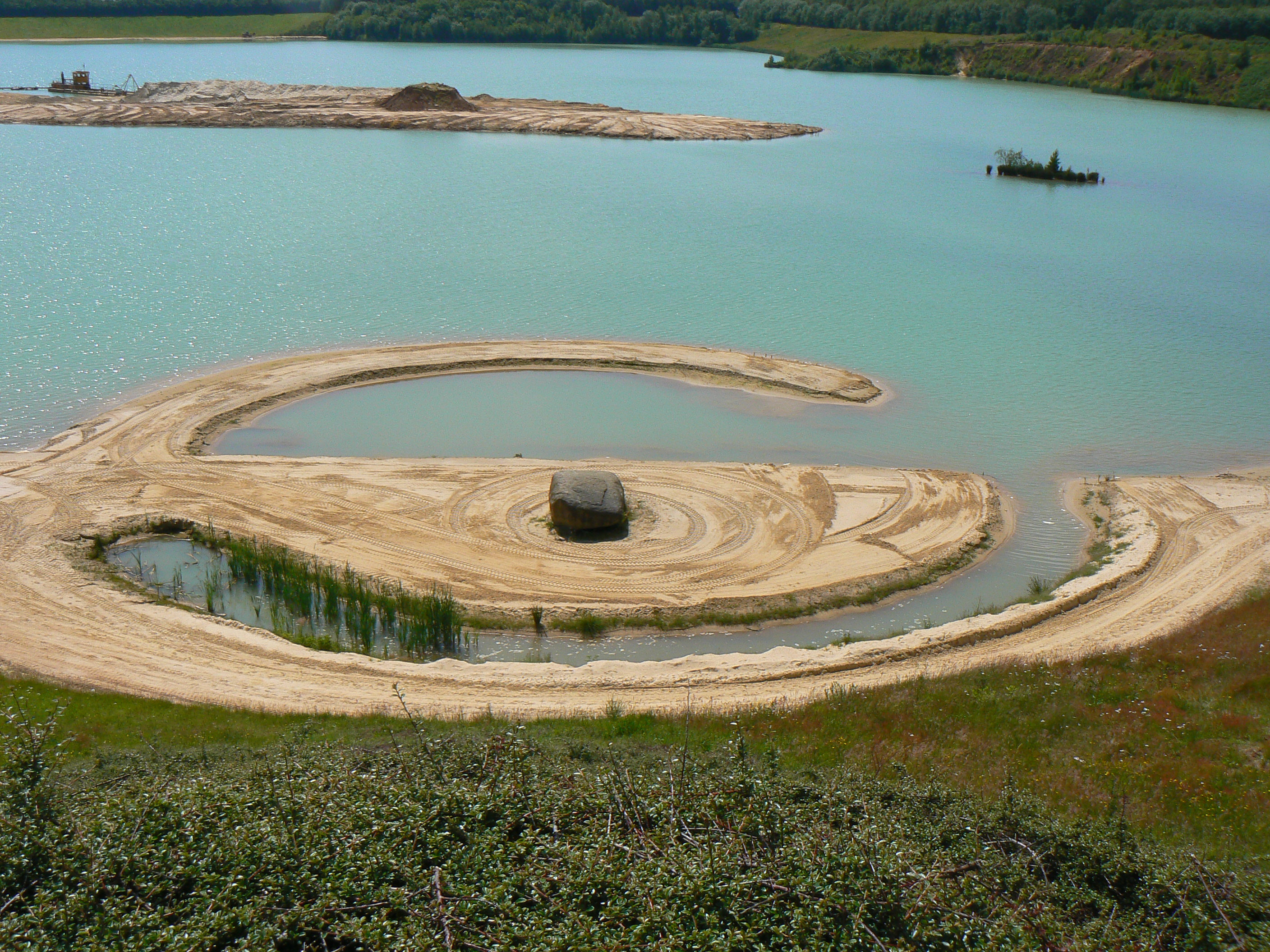
位于荷兰埃门的Broken Circle
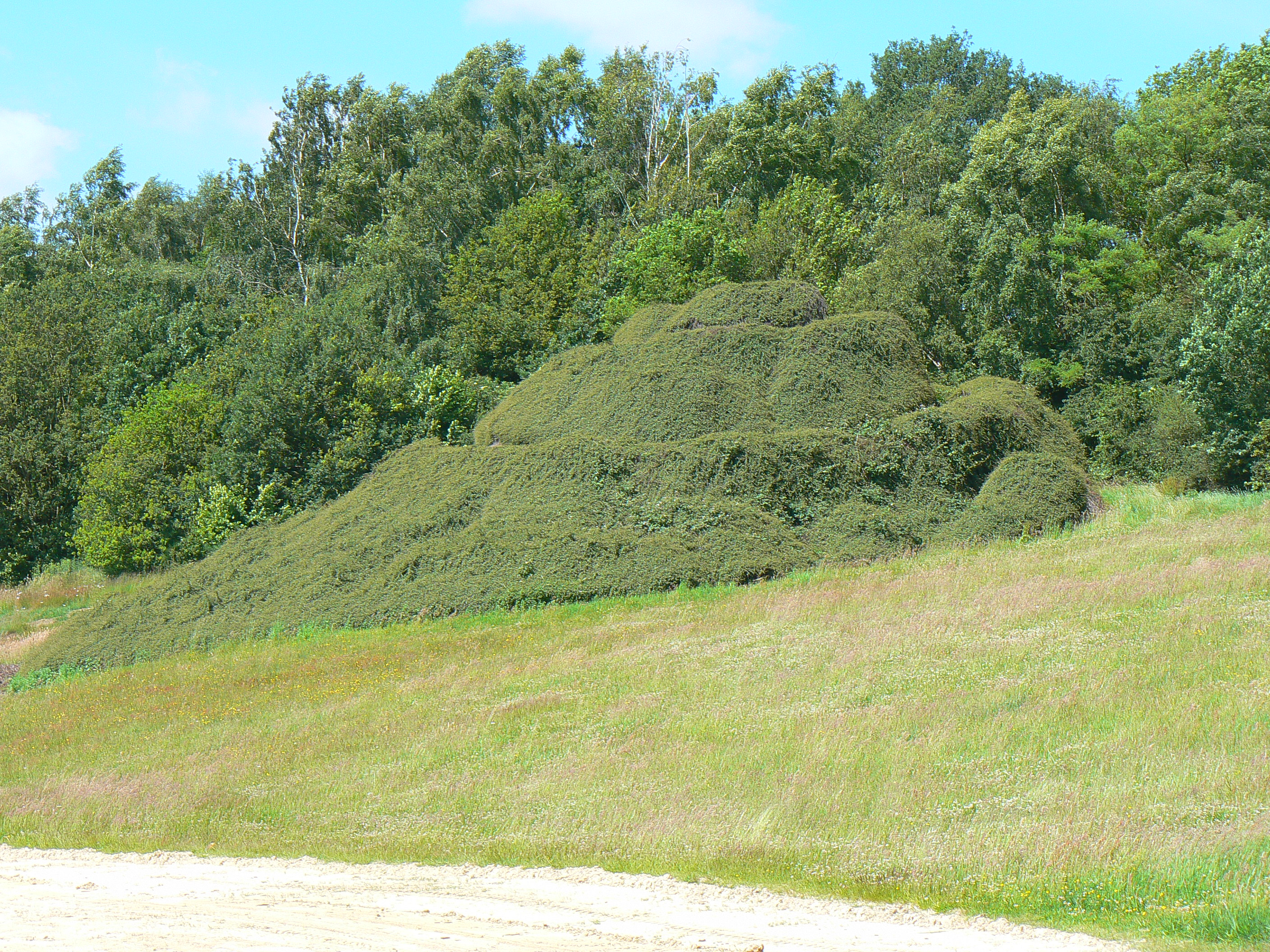
位于荷兰埃门的螺旋山
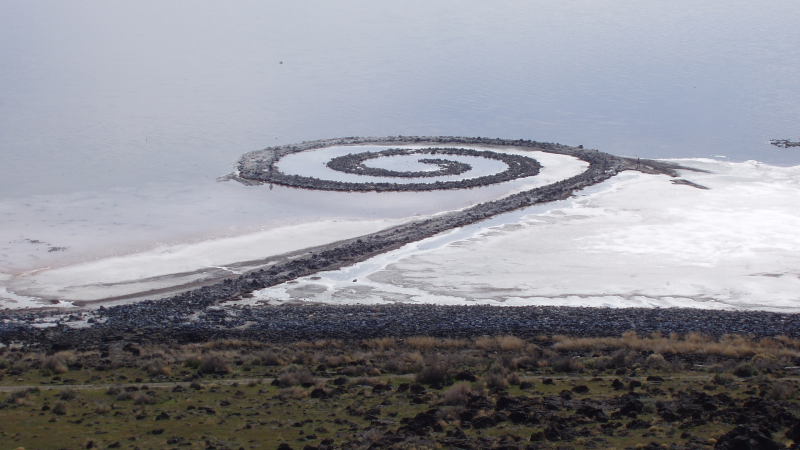
螺旋码头
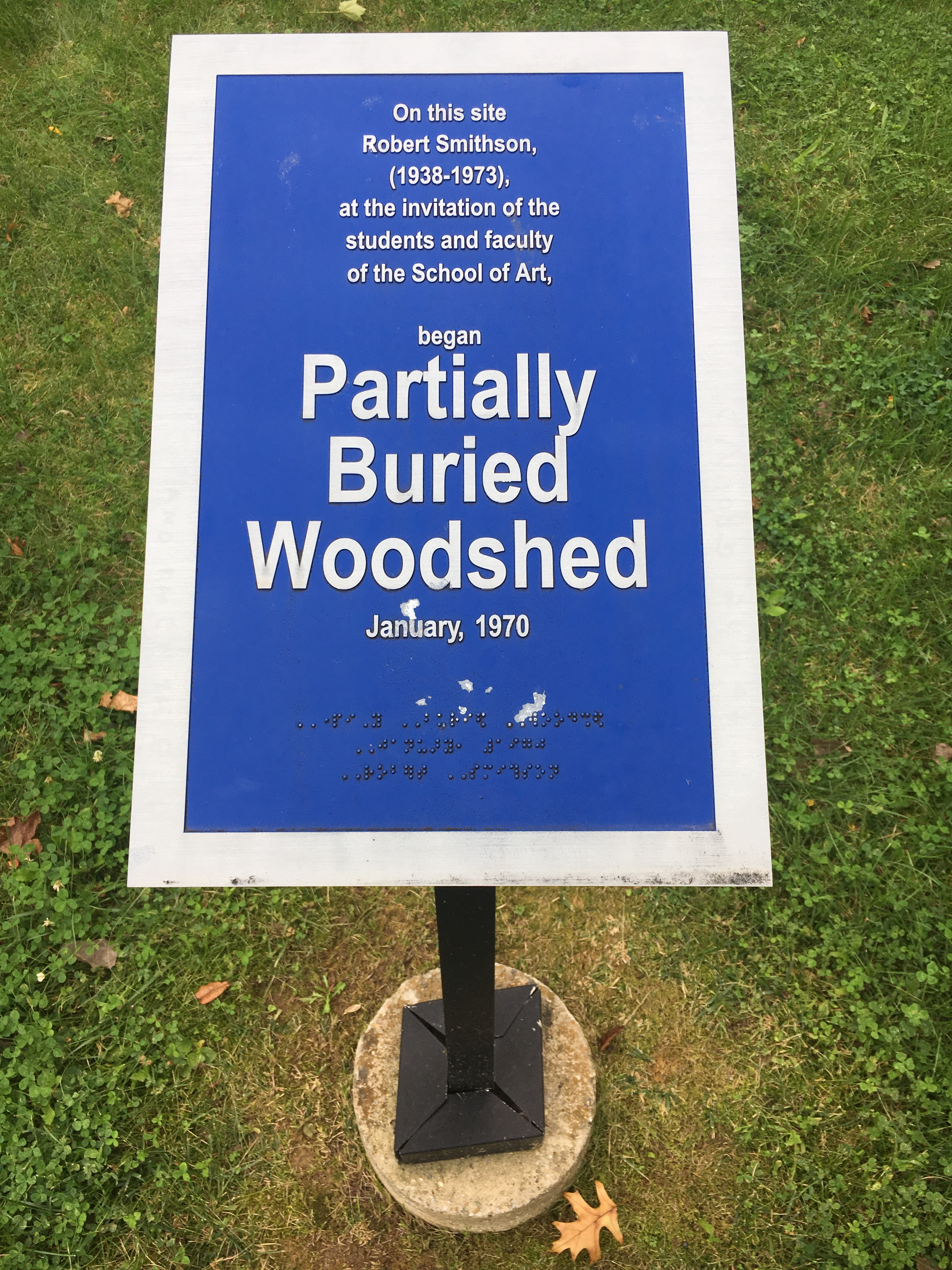
部分掩埋的木棚牌匾，肯特，俄亥俄州，美国
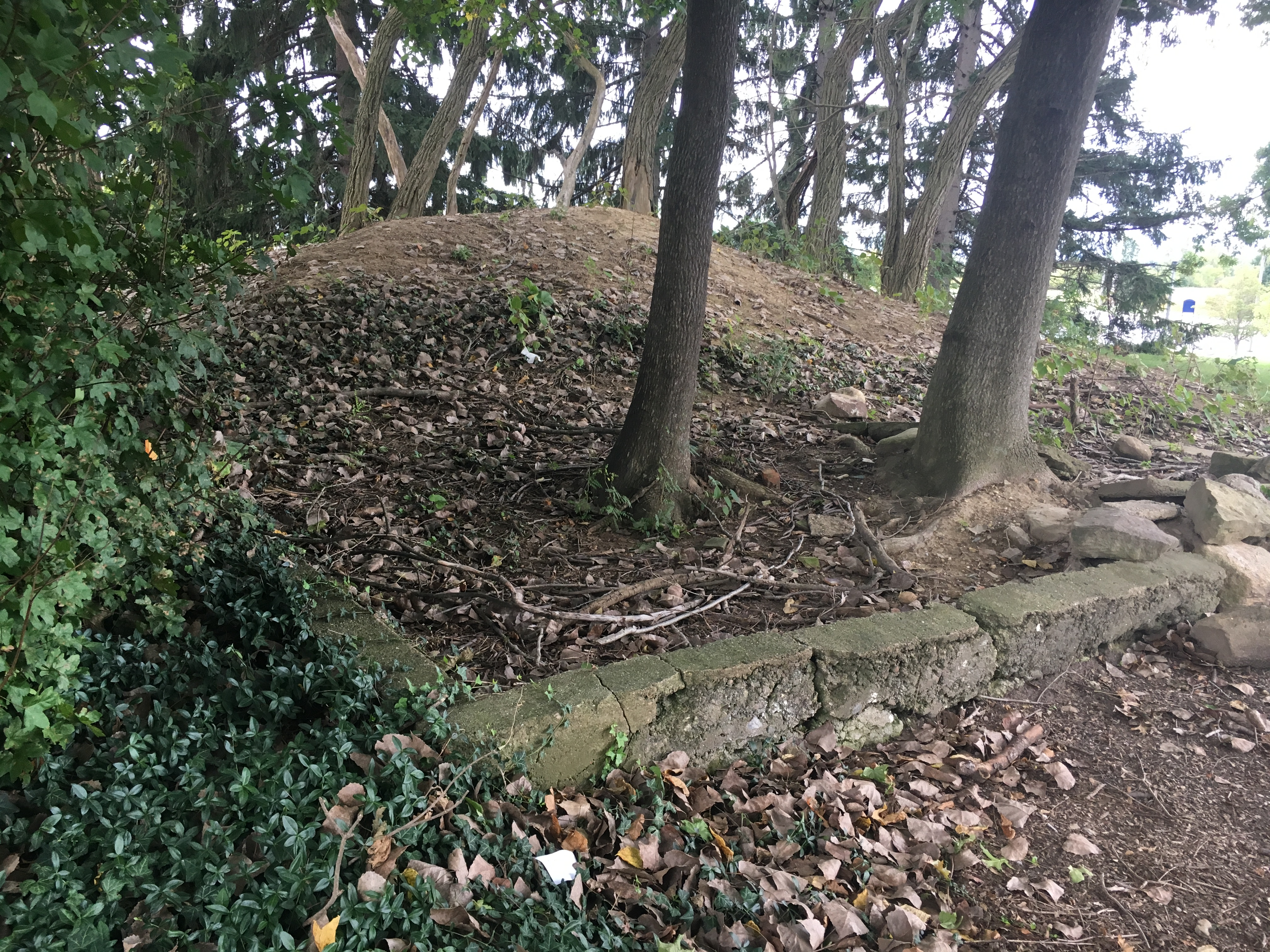
部分掩埋的木棚遗迹，肯特，俄亥俄州，美国